# Antonio Di Natale
Antonio Di Natale (Nápoles, 13 de octubre de 1977) es un exfutbolista italiano. Jugaba de delantero y su último equipo fue el Udinese Calcio de la Serie A de Italia del cual fue capitán además de ser su máximo goleador histórico.

## Trayectoria
Di Natale comenzó su carrera futbolística en las categorías inferiores del Empoli. Fue cedido en préstamo a otros equipos como el Boca Pietri Carpi, Varese y Viareggio para completar su formación. En 1999 llegó al primer equipo del Empoli.
Tras el descenso de categoría del Empoli fue contratado por el Udinese Calcio en 2004, anotando el 54 % de los goles totales del Udinese. En la temporada 2009-10, jugando por Udinese, se convirtió en el Capocannoniere de la Serie A con 29 goles.
El 5 de febrero de 2011 marcó su gol número 100 con la camiseta del Udinese frente a la Sampdoria y se mantiene como el máximo goleador en la historia del Udinese. En un gesto de buena voluntad Di Natale se hizo cargo de la hermana discapacitada del fallecido Piermario Morosini días después de su deceso el 14 de abril de 2012.
Su último partido en liga fue el 15 de mayo de 2016 donde el Udinese Calcio enfrentó al Carpi el cual acabó en derrota para el cuadro de Údine 2 a 1, Di Natale anotó el único gol para su equipo ese día.

## Selección nacional
Ha sido internacional con la selección de Italia en 42 ocasiones y ha marcado 11 goles. Debutó el 20 de noviembre de 2002, en un encuentro amistoso ante la selección de Turquía que finalizó con marcador de 1-1. En la Eurocopa del 2008 falló el penal decisivo, el cual fue parado por Iker Casillas, dando así la victoria a España. Con su selección disputó la Copa Mundial de Sudáfrica 2010, donde Italia quedó eliminada en primera fase. Di Natale logró anotar un gol en tres partidos disputados.

### Participaciones en Copas del Mundo
| Mundial           | Sede      | Resultado    | Partidos | Goles |
| ----------------- | --------- | ------------ | -------- | ----- |
| Copa Mundial 2010 | Sudáfrica | Primera fase | 3        | 1     |

### Participaciones en Eurocopas
| Eurocopa      | Sede              | Resultado        |
| ------------- | ----------------- | ---------------- |
| Eurocopa 2008 | Austria y Suiza   | Cuartos de final |
| Eurocopa 2012 | Polonia y Ucrania | Subcampeón       |

## Clubes y estadísticas
| Club                        | Temporada           | Liga  | Liga  | Copas Nacionales | Copas Nacionales | Copas Internacionales | Copas Internacionales | Total | Total | Media goleadora |
| Club                        | Temporada           | Part. | Goles | Part.            | Goles            | Part.                 | Goles                 | Part. | Goles | Media goleadora |
| --------------------------- | ------------------- | ----- | ----- | ---------------- | ---------------- | --------------------- | --------------------- | ----- | ----- | --------------- |
| Empoli · Italia             | 1996-97             | 1     | 0     | -                | -                | -                     | -                     | 1     | 0     | 0,00            |
| Empoli · Italia             | Total               | 1     | 0     | -                | -                | -                     | -                     | 1     | 0     | 0,00            |
| Iperzola (Cedido) · Italia  | 1997-98             | 33    | 6     | -                | -                | -                     | -                     | 33    | 6     | 0,19            |
| Iperzola (Cedido) · Italia  | Total               | 33    | 6     | -                | -                | -                     | -                     | 33    | 6     | 0,19            |
| Varese (Cedido) · Italia    | 1998                | 4     | 0     | -                | -                | -                     | -                     | 4     | 0     | 0,00            |
| Varese (Cedido) · Italia    | Total               | 4     | 0     | -                | -                | -                     | -                     | 4     | 0     | 0,00            |
| Viareggio (Cedido) · Italia | 1998-99             | 25    | 12    | -                | -                | -                     | -                     | 25    | 12    | 0,48            |
| Viareggio (Cedido) · Italia | Total               | 25    | 12    | -                | -                | -                     | -                     | 25    | 12    | 0,48            |
| Empoli · Italia             | 1999-00             | 25    | 6     | 5                | 1                | -                     | -                     | 30    | 7     | 0,24            |
| Empoli · Italia             | 2000-01             | 35    | 9     | 3                | 1                | -                     | -                     | 38    | 10    | 0,27            |
| Empoli · Italia             | 2001-02             | 38    | 16    | 4                | 2                | -                     | -                     | 42    | 18    | 0,43            |
| Empoli · Italia             | 2002–03             | 27    | 13    | 5                | 1                | -                     | -                     | 32    | 14    | 0,44            |
| Empoli · Italia             | 2003–04             | 33    | 5     | 2                | 1                | -                     | -                     | 35    | 6     | 0,17            |
| Empoli · Italia             | 2004-05             | -     | -     | 1                | 0                | -                     | -                     | 1     | 0     | 0,00            |
| Empoli · Italia             | Total               | 158   | 49    | 20               | 6                | -                     | -                     | 178   | 55    | 0,30            |
| Udinese · Italia            | 2004–05             | 33    | 7     | 6                | 4                | 2                     | 0                     | 41    | 11    | 0,27            |
| Udinese · Italia            | 2005–06             | 35    | 8     | 3                | 3                | 10                    | 4                     | 48    | 15    | 0,31            |
| Udinese · Italia            | 2006–07             | 31    | 11    | 2                | 2                | -                     | -                     | 33    | 13    | 0,39            |
| Udinese · Italia            | 2007–08             | 36    | 17    | 1                | 1                | -                     | -                     | 37    | 18    | 0,49            |
| Udinese · Italia            | 2008–09             | 32    | 22    | 1                | 1                | 7                     | 3                     | 40    | 26    | 0,51            |
| Udinese · Italia            | 2009–10             | 35    | 29    | 3                | 0                | -                     | -                     | 38    | 29    | 0,76            |
| Udinese · Italia            | 2010–11             | 36    | 28    | 1                | 0                | -                     | -                     | 37    | 28    | 0,76            |
| Udinese · Italia            | 2011–12             | 36    | 23    | 1                | 1                | 6                     | 5                     | 43    | 29    | 0,67            |
| Udinese · Italia            | 2012–13             | 33    | 23    | 1                | 0                | 8                     | 3                     | 42    | 26    | 0,65            |
| Udinese · Italia            | 2013–14             | 32    | 17    | 2                | 1                | 4                     | 2                     | 38    | 20    | 0,52            |
| Udinese · Italia            | 2014–15             | 33    | 14    | 1                | 4                | -                     | -                     | 34    | 18    | 0,52            |
| Udinese · Italia            | 2015–16             | 23    | 2     | 2                | 2                | -                     | -                     | 25    | 4     | 0,16            |
| Udinese · Italia            | Total               | 395   | 201   | 24               | 19               | 37                    | 17                    | 456   | 237   | 0,53            |
| Total en su carrera         | Total en su carrera | 616   | 258   | 44               | 25               | 37                    | 17                    | 697   | 310   | 0,43            |

## Palmarés

### Distinciones individuales
| Distinción                                 | Año     |
| ------------------------------------------ | ------- |
| Capocannoniere                             | 2009-10 |
| Futbolista Italiano del Año en la Serie A. | 2009-10 |
| Oscar del Calcio al mejor goleador.        | 2009-10 |
| Capocannoniere.                            | 2010-11 |
| Premio Gaetano Scirea                      | 2011    |